# Onderbreking van de muziek

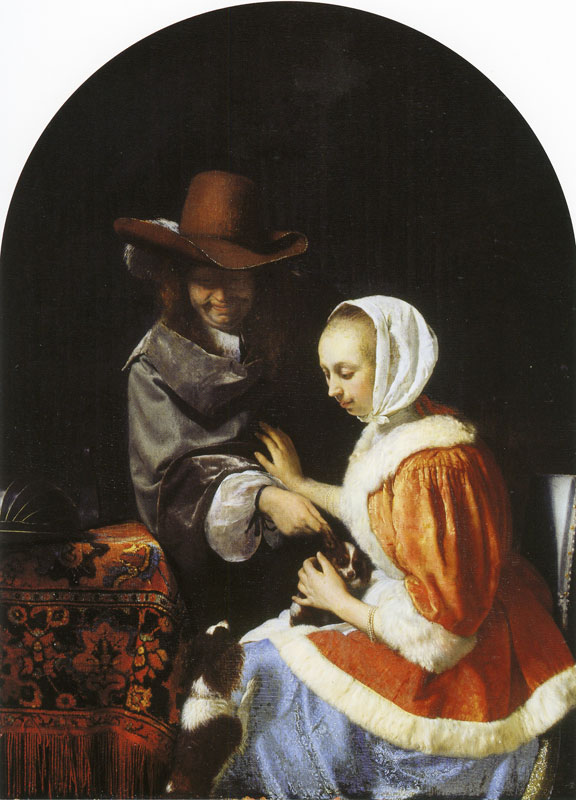
Frans van Mieris de Oude, Een man en een vrouw met twee honden, 1660, Mauritshuis, Den Haag.

De Onderbreking van de muziek is een klein, ongesigneerd schilderij van de Hollandse meester Jan Vermeer uit circa 1660. Het geldt samen met twee andere Vermeers als een van de topstukken in de Frick Collection in New York.

## Toestand
De beleving en het historisch onderzoek van het doek worden belemmerd door de betrekkelijk slechte staat waarin het verkeert, zoals dat al in de 19e eeuw werd opgemerkt. Toch zijn er wel enkele opvallende overeenkomsten te zien met de iets oudere genrestukken De soldaat en het lachende meisje, Drinkende dame met een heer en Dame en twee heren. Mogelijk diende ook Een man en een vrouw met twee honden van Vermeers tijdgenoot Frans van Mieris de Oudere als inspiratie. In al deze stukken is sprake van een gemengd gezelschap in een huiselijke omgeving, verstild in een lachende of drinkende beweging. De hang naar actieve, beweeglijke voorstellingen in de Hollandse schilderkunst van de Gouden Eeuw kon leiden tot geforceerde en kunstmatige poses. Een onderbreking van de handeling bood een oplossing voor deze tegenstrijdigheid.
Hier heeft een jongedame haar luit en notenschrift terzijde gelegd om een brief aan te nemen van de man die naast haar stoel staat. Haar enigszins onzekere maar verwachtingsvolle blik, van het onderwerp weg en op de toeschouwer gericht, verraadt dat het een liefdesbrief kan zijn. Ze is alert maar niet gespannen. Aan de muur op de achtergrond hangt een schilderij van een Cupido in de stijl van tijdgenoot Cesar van Everdingen, eerder door Vermeer afgebeeld achter het Slapend meisje, zij het nu proportioneel beduidend kleiner.
Rond de tafel staan drie Spaanse stoelen met gesneden leeuwenkopjes op de rugleuningen. Het tegen-intuïtieve perspectief en de onscherpe uitwerking van de lege stoel vooraan zijn typisch voor het gebruik van een camera obscura. Midden in het stilleven op tafel staat een porseleinen vaas met een zilveren deksel, zoals die naar Chinees model werden vervaardigd in Haarlem, Delft en andere Hollandse steden. Nadat het procedé was ontwikkeld om de kwaliteit van het origineel te evenaren, begon omstreeks 1650 de lange bloeiperiode van het Delfts blauw. Dit centrale gedeelte van het doek is het minst aangetast door de tand des tijds.

### Restauratie
In 1907 werd het sterk versleten schilderij grondig gerestaureerd. Hierbij werd een later toegevoegde viool die aan een spijker in de muur voor de Cupido was opgehangen, verwijderd. Naast het raam hangt nog een vogelkooi die vermoedelijk evenmin origineel is. Voor de compositie en voor de vertelling van Vermeer zijn deze symbolen ook niet van belang. De rode kleding van het meisje verloor veel van de oorspronkelijke lichtheid en dieptewerking bij eerdere retouches.

## Eigendom
Het stuk wordt genoemd, inclusief viool en vogelkooi, in de catalogus van een veiling in Amsterdam op 12 augustus 1810. De laatste bekende Amsterdamse eigenaar verkocht het tien jaar later. Van 1853 tot 1901 maakte het stuk deel uit van een Britse privéverzameling. De Amerikaanse kunstverzamelaar Henry Clay Frick kocht het toen via handelaars in Londen en New York voor 26.000 dollar, destijds een opvallend hoog bedrag voor een werk van Vermeer. Wellicht was zijn belangstelling gewekt door de aandacht die de schilder recent in Europa en Amerika had gekregen en de groeiende bekendheid van Vermeerkundige Théophile Thoré. De Onderbreking van de muziek was de vierde Vermeer die Europa verliet en naar de Verenigde Staten werd overgevaren. In 1911 betaalde Frick het recordbedrag van bijna $ 230.000 voor De soldaat en het lachende meisje en in 1919, kort voor zijn overlijden, $ 290.000 voor de meer subtiele briefwisseling tussen Dame en dienstbode.
De Amerikaanse schrijfster Susanna Kaysen ontleende de titel van haar autobiografie Girl, Interrupted uit 1993 aan een Engelse titel van het schilderij Girl Interrupted at her Music. Haar verslag van een verblijf in een psychiatrisch ziekenhuis werd in 1999 onder dezelfde titel verfilmd.
Diana en haar nimfen · Christus in het huis van Martha en Maria · De koppelaarster · Slapend meisje · Brieflezend meisje bij het venster · Het straatje · De soldaat en het lachende meisje · Het melkmeisje · Het glas wijn · Dame en twee heren · Onderbreking van de muziek · Gezicht op Delft · De muziekles · Brieflezende vrouw in het blauw · Vrouw met weegschaal · Vrouw met waterkan · De luitspeelster · Vrouw met parelsnoer · Schrijvende vrouw in het geel · Meisje met de rode hoed · Meisje met de parel · Het concert · Allegorie op de schilderkunst · Meisjeskopje · Dame en dienstbode · De astronoom · De geograaf · De kantwerkster · De liefdesbrief · De gitaarspeelster · Schrijvende vrouw met dienstbode · Allegorie op het geloof · Staande virginaalspeelster · Zittende virginaalspeelster
Omstreden toeschrijvingen: Sint Praxedis · Zittende vrouw aan het virginaal · Meisje met de fluit